# Стефан Аврамов (революционер)
Вижте пояснителната страница за други личности с името Стефан Аврамов.
Стефан Николов Аврамов е български журналист и революционер, деец на Вътрешната македоно-одринска революционна организация и на Илинденската организация.

## Биография
Стефан Аврамов е роден на 20 юли 1884 година в Чирпан в занаятчийско семейство. В Чирпан завършва гимназия и става учител. През 1902 година е назначен за учител във Велешко с посредничеството на Пейо Яворов и Гоце Делчев. Присъединява се към ВМОРО и първоначално изпълнява куриерски задачи. През 1903 година участва в Илинденско-Преображенското въстание, като четник на Георги Сугарев. След потушаването на въстанието се бори и със сръбската и гръцката въоръжена пропаганда в Македония. През юли 1905 година е ранен в сражение при село Крапа, докато е в четата на Павел Наумов. Секретар на Битолския окръжен конгрес през 1906, а в края на 1907 година се изтегля в България.
От началото на 1908 година след срещи с Димитър Благоев и Георги Кирков започва да развива социалистическото движение в Македония. Същата година става член на БРСДП (т.с.). Няколко години е член на контролната комисия при софийската партийна организация и участва в създаването на секции в софийски квартали. През 1921 година влиза в ръководството на „Илинден“ и публикува десетки статии в списание „Илюстрация Илинден“. От 1922 година е подпредседател на Народния съюз на запасните офицери и подофицери, а след Деветоюнския преврат в 1923 година го оглавява и редактира вестник „Народна защита“. Член е на БКП и сътрудник на Военната ѝ организация (1923 – 1925). На 12 септември 1923 година е арестуван заедно с други видни комунистически активисти. На 15 септември 1924 година, по време на Горноджумайските събития, е направен опит за убийството му от страна на терорист на ВМРО. Повторно е арестуван и съден заради военната организация на БКП, но е освободен. От 1926 година, по решение на БКП, активно участва в политическия живот на лявото крило на македонската емиграция в България. През 1931 година подпомага с редакторска дейност публикуването на Албум-алманах „Македония“.
Между 1940 и 1944 година под ръководството на Крум Кюлявков работи за възстановяването кадрите на Съюза на трудовоборческите писатели. През октомври 1944 година пръв предлага предаването на костите на Гоце Делчев на едва създаващата се Македонска югорепублика, правейки редица опити да убеди роднините на Гоце Делчев, основно сестрите му, да предадат останките. На 21 юли 1945 година е избрано ново ръководство на Илинденската организация като Стефан Аврамов става неин председател, и остава такъв до закриването на организацията в края на 1948 година. В същия период заема постове в читалище, комитети и в промишлени предприятия. До 1944 година работи в собствено бюро за машинопис, а след това до 1951 година е директор на дружество за разпространение на печата „Стрела“.
Член е на Съюза на българските писатели и на Съюза на българските журналисти.
Умира в 1953 година в София.

## Творчество
- Революционни борби въ Азоть (Велешко) и Порѣчието: отъ Стефанъ Н. Аврамовъ.   София, Материяли за историята на македонското освободително движение, Издава Македонскиятъ Наученъ Институтъ, Книга X, Печатница П. Глушковъ, 1929.
- „Солунското съзаклятие“ (1933)
- „Героични времена, Том I“ (1934, 1941)
- „Героични времена, Том II“ (1942)[8]
- „Героични времена, Том III“ (1943, конфискувана)
- „Българският дух през вековете“ (1944)
- „Орлите на Бабуна – легенди и разкази“ (1945)

## Галерия
- Революционни борби въ Азоть (Велешко) и Порѣчието: отъ Стефанъ Н. Аврамовъ.   София, Материяли за историята на македонското освободително движение, Издава Македонскиятъ Наученъ Институтъ, Книга X, Печатница П. Глушковъ, 1929.
- Корица на „Орлите на Бабуна – легенди и разкази“ (1945)
- Корица на „Героични времена“, том II, с автограф на Аврамов